# Alamo (Tennessee)
Alamo é uma cidade  localizada no estado norte-americano de Tennessee, no Condado de Crockett.

## Demografia
Segundo o censo norte-americano de 2000, a sua população era de 2392 habitantes.
Em 2006, foi estimada uma população de 2355, um decréscimo de 37 (-1.5%).

## Geografia
De acordo com o United States Census Bureau tem uma área de
5,6 km², dos quais 5,6 km² cobertos por terra e 0,0 km² cobertos por água. Alamo localiza-se a aproximadamente 101 m acima do nível do mar.

## Localidades na vizinhança
O diagrama seguinte representa as localidades num raio de 20 km ao redor de Alamo.